# Yusneysi Santiusti
Yusneysi Santiusti Caballero (L'Avana, 24 dicembre 1984) è una mezzofondista cubana naturalizzata italiana, specializzata negli 800 metri piani.
Ha ottenuto la cittadinanza italiana il 31 dicembre 2015. Ha rappresentato l'Italia ai Giochi olimpici estivi di Rio de Janeiro 2016 nella gara dei 800 metri piani, concludendo con l'eliminazione in semifinale col tempo di 2'00"80.

## Palmarès
| Anno                           | Manifestazione          | Sede                | Evento       | Risultato  | Prestazione | Note |
| ------------------------------ | ----------------------- | ------------------- | ------------ | ---------- | ----------- | ---- |
| In rappresentanza di Cuba      |                         |                     |              |            |             |      |
| 2006                           | Giochi CAC              | Cartagena de Indias | 1500 m piani | Argento    | 4'19"32     |      |
| In rappresentanza dell' Italia |                         |                     |              |            |             |      |
| 2016                           | Europei                 | Amsterdam           | 800 m piani  | 5ª         | 2'00"53     |      |
| 2016                           | Giochi olimpici         | Rio de Janeiro      | 800 m piani  | Semifinale | 2'00"80     |      |
| 2017                           | Mondiali                | Londra              | 800 m piani  | Batteria   | 2'02"75     |      |
| 2018                           | Giochi del Mediterraneo | Tarragona           | 800 m piani  | 5ª         | 2'04"24     |      |
| 2018                           | Europei                 | Berlino             | 800 m piani  | Batteria   | 2'02"46     |      |

## Campionati nazionali
2016
- Oro ai campionati italiani assoluti (Rieti), 800 m piani - 2'04"99

2017
- Oro ai campionati italiani assoluti (Trieste), 800 m piani - 2'02"80

2019
- 4ª ai campionati italiani assoluti, 800 m piani - 2'06"67

## Altre competizioni internazionali
2011
- Bronzo al Bauhaus-Galan ( Stoccolma), 800 m piani - 2'00"06
- 6ª all'ISTAF Berlin ( Berlino), 800 m piani - 2'00"25
- 8ª al Meeting de Paris ( Parigi), 800 m piani - 2'02"55

2012
- Bronzo al Golden Gala ( Roma), 800 m piani - 1'59"23
- 4ª al Doha Diamond League ( Doha), 800 m piani - 1'59"26
- 6ª all'Herculis ( Monaco), 800 m piani - 2'00"18

2016
- 9ª all'Herculis ( Monaco), 800 m piani - 2'00"04

2018
- 7ª ai London Anniversary Games ( Londra), 800 m piani - 2'00"95